# Aloe sinana
Aloe sinana é uma espécie de liliopsida do gênero Aloe, pertencente à família Asphodelaceae.